# Armin Hary
Armin Hary (Quierschied, Saar-vidék, 1937. március 22. –) kétszeres olimpiai bajnok nyugatnémet atléta. 1960-ban elsőként futotta le a 100 m-t 10 másodperc alatt.

## Élete
Armin Hary 1937. március 22-én született  Quierschieden, a Saar-vidéken. Kezdetben labdarúgónak készült, majd 16 éves korában vált atlétává. 1958-ban érte el első komoly sikerét, amikor Európa-bajnok lett 100 méteren és a 4 × 100-as váltóval. Nevéhez kapcsolódik a Puma és az Adidas közti rivalizálás is, hisz mindkét cég szerette volna, ha Hary az ő cipőiket hordja. 1960-ban ő lett az első, akinek 10 másodperc alatt sikerült lefutnia a 100 méteres távot. Ugyanebben az évben a táv olimpia bajnoka lett. Ebben a versenyszámban 1928 óta ő volt az első nem amerikai győztes. A váltóban eredetileg az amerikaiakat hirdették győztesnek, de rossz váltás miatt végül a német váltóé lett az arany. Az olimpia után felfüggesztették, mivel azzal vádolták, hogy pénzt fogadott el a sportért.